# Farola de Las Tres Gracias (Lima)
La farola de Las Tres Gracias es una escultura de fabricación industrial ubicada en la Plaza San Martín, en Lima, Perú. La escultura, 
probablemente de la casa de fundición Ducel Val D ́Osne, importada de Francia en el siglo XIX y reproduce una escultura renacentista del escultor Germain Pilon, representa a tres mujeres vestidas, tomadas de la mano y apoyadas dando la espalda a una columna central. En sus tres frentes se encuentran inscripciones en latín que hacen referencia al fallecido rey Enrique II.
Esta pieza, declarada como bien integrante del Patrimonio Cultural de la Nación en el año 2018, tiene una altura de 4.75 m, considerando su pedestal, figura y luminarias. La escultura ha sufrido varios traslados a lo largo de su historia, desde su ubicación inicial en el patio del antiguo Teatro Principal, en donde fue instalada posiblemente hacia 1874, hasta su localización final frente a la plaza San Martín en 1915.

## Historia

### Origen: las Tres Gracias de Germain Pilon

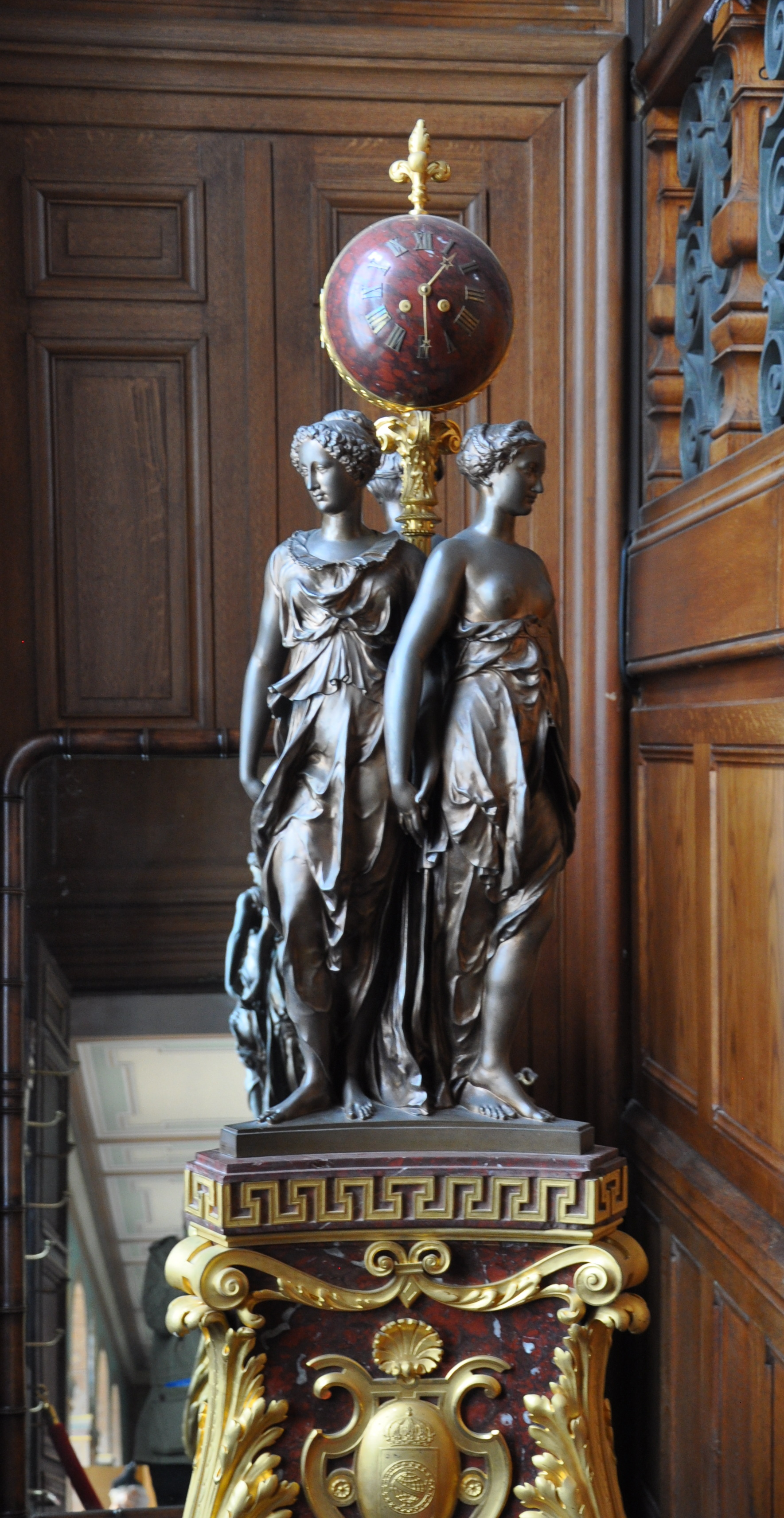
El monumento conteniendo el corazón de Enrique II por Pilon

La farola es una muestra de arte industrial que es una reproducción de la escultura de las Tres Gracias, obra del escultor Germain Pilon (1537-1590). Esta escultura fue encargada por la reina de Francia, Catalina de Médicis, en 1561, para guardar el corazón de su esposo, el rey Enrique II.
En su versión original esta escultura tenía una urna de bronce con las cenizas del corazón de Enrique II, la cual se apoyaba en las cabezas de las Tres Gracias. Inicialmente el monumento se colocó en la iglesia de los Celestinos en París, y actualmente se encuentra en el Museo de Louvre de la capital francesa.
La escultura está realizada en mármol, tiene 1.50 de altura y representa a las tres Gracias, figuras mitológicas femeninas. En el mito griego las Gracias o Cárites son las tres hijas de Zeus y Eurínome, llamadas Áglae, Talía y Eufrósine, divinidades de la belleza cuyo fin es esparcir la alegría en el mundo y a los seres que lo habitan (Grimal, 1989, pág. 87). En la escultura de Pilon, las Gracias aparecen vestidas y tomadas de la mano dándose la espalda unas a otras, sosteniendo sobre sus cabezas la urna de bronce que contiene el corazón de Enrique II. 
El pedestal fue realizado por el escultor italiano Domenico dei Barbieri (conocido en Francia como Dominique Florentin) según diseño de Primaticcio; está hecho también en mármol y tiene forma triangular siguiendo la disposición de las tres figuras femeninas que soporta. En sus tres frentes se encuentran inscripciones en latín que hacen referencia al fallecido.

### Las esculturas de fabricación industrial francesa
La escultura de las Tres Gracias de Germain Pilon fue reproducida por diferentes casas de fundición francesas para su uso como parte del equipamiento urbano de muchas ciudades en forma de luminarias y fuentes de agua, entre otros. El arte de fundición francesa surgió en el siglo XIX en el contexto de la revolución industrial, caracterizada por el empleo del hierro a gran escala en edificaciones y objetos utilitarios. La alta demanda de objetos de arte generó que los fundidores optimizaran sus procesos de fundición para producir piezas artísticas de hierro, surgiendo las principales casas de fundición como Durenne, Val D ́Osne y Ducel, entre otras, radicadas principalmente en el departamento de Haute-Marne.
La escultura de las Tres Gracias figura en los catálogos de varias casas de fundición como Ducel, Val D ́Osne y Durenne, variando su presentación dependiendo del fin de cada pieza. Así, el elemento complementario sostenido por las figuras podía ser indistintamente una pileta o una farola y, en ocasiones, se prescindía de cualquier elemento adicional quedando la escultura como un elemento meramente ornamental. 
La pieza limeña parece corresponder a la que se muestra en la plancha 226 del catálogo de Ducel Val D ́Osne con el número 10652, bajo el título Candelabre aux trois gráces. En la plancha se señalan las medidas de la pieza: el pedestal mide 1.05 m de altura, la figura de las tres Gracias mide 1.50 m de altura, y el total de la pieza tiene 4.75 m de altura contando la luminaria, medidas similares a la escultura limeña. La plancha representa muy de cerca la escultura presente en Lima, con la sola diferencia en que los faroles del dibujo tienen forma de flor y los de la pieza limeña son globulares, lo que se podría explicar por la fragilidad del material del que están fabricados.

## Ubicación
La farola de las Tres Gracias ha sido reubicada varias veces desde su aparición en la ciudad, situación que ha sido recogida por algunos autores. Se puede establecer que la primera ubicación de la farola fue el patio principal del antiguo Teatro Principal de Lima, hoy Teatro Segura, en la Plazuela del Teatro, siendo incierta la fecha en que la pieza se instaló en ese lugar, aunque tal vez se colocó como parte de los trabajos de remodelación total que se llevaron a cabo en el teatro en 1874 (Balta, 2001). En 1883 el Teatro Principal sufrió un incendio que lo destruyó, lo cual posiblemente ocasionó el traslado de la escultura a la plaza Unión, según se consigna en un artículo del diario La Prensa (1971). En 1889 la farola se trasladó a la plazuela de la Merced como parte de los trabajos de embellecimiento emprendidos en la gestión del alcalde César Canevaro. Cabe señalar que en ambas ubicaciones la farola se encontraba instalada directamente en el suelo, sin el pedestal de piedra que ostenta en la actualidad.
En 1915 la farola fue trasladada nuevamente de ubicación, esta vez a la berma central de la entonces nueva avenida Interior o de la Colmena, hoy avenida Nicolás de Piérola, frente a la antigua estación de tren de San Juan de Dios. El traslado se dio en un contexto de profunda transformación urbana en ese sector de la ciudad, producido por la apertura de la avenida Interior y por el proyecto de plaza en honor al libertador José de San Martín. La actual Plaza San Martín sería finalmente inaugurada el 27 de julio de 1921 por el Centenario de la Independencia del Perú durante el gobierno del presidente Augusto B. Leguía, y desde ese momento la farola de las Tres Gracias forma parte de su equipamiento, a pesar de las modificaciones y remodelaciones que han ocurrido en ese espacio urbano a lo largo de los años.
Así, el día de hoy la farola se encuentra en un ensanche de la berma central de la cuadra 8 de la avenida Nicolás de Piérola en el cruce con el jirón de la Unión, ocupando el centro de una isla pavimentada con lajas de piedra cuadrada. Se encuentra rodeada por edificios declarados monumento, como el Hotel Bolívar y el Edificio Giacoletti, y forma parte del ambiente urbano monumental de la Plaza San Martín muy cerca también del Teatro Colón y del Club Nacional.

## Restauración
Durante los estudios se determinó que los compuestos químicos producidos por la contaminación ambiental generan procesos de degradación de bienes patrimoniales del Centro Histórico de Lima. El área con mayor grado de afectación por corrosión se ubicaba en la zona de intersección entre el soporte metálico y el pedestal de material conglomerante. Gran parte de estas áreas se encontraban cubiertas por una moldura cuyo componente que otorga propiedades de adhesión en su componente granulométrico parecían ser de origen calcáreo. Las áreas expuestas por pérdida y separación de esta moldura son las que evidenciaban un proceso corrosivo de mayor gravedad en la zona inferior del soporte metálico.
Los traslados también contribuyeron de forma significativa en la integridad del elemento, generando esfuerzos en su estructura para los que no fueron diseñados, que, al paso de los años y la exposición de diferentes microclimas debido a las distintas ubicaciones de emplazamiento, han logrado deteriorar el ornamento, originando pérdidas de volumen, fisuras y grietas en el soporte, desfase de elementos, fracturas, deformaciones y el desplome de algunos elementos estructurales y decorativos.
Por este motivo, se retiraron varias capas de pintura negra que se habían colocado sobre el hierro del monumento. Asimismo, el sistema eléctrico también fue renovado y mejorado con los parámetros tecnológicos actuales.
El 20 de diciembre de 2019, se entregó a la ciudad la farola de Las Tres Gracias completamente restaurada en el marco de la preparación de la capital de cara al Bicentenario de la Independencia del Perú.